# Pliciloricus enigmaticus
Pliciloricus enigmaticus es una especie de loricíferos del género Pliciloricus, descrito por Higgins & Kristensen, en 1986

## Descripción
Pliciloricus enigmaticus es una especie marina en la cual los adultos miden entre 
160 a 268 micras de longitud (sin incluir el cono de la boca) en el cual existe un órgano doble compuesto localizado en la segunda fila espinoclidos en posición medioventral y los cuales se halla fusionados en el medio de su longitud basal y por lo general son muy modificados, fuertemente esclerotizado, rígido; presentan 15 espinocalidos con garras en la tercera fila, spinocalidos con 4 a 7 dientes que se alternan con dicho espinocalidos que no son modificados, la Lorica presenta 7 crestas cuticulares transversales y crestas longitudinales dobles, 2 placas lateroventral de la región caudal. El ano es terminal.

## Distribución
Pliciloricus enigmaticus se ha señalado para las aguas del Océano Atlántico norte y noroccidental.